# السنونو لا تموت في القدس
السنونو لا تموت في القدس فيلم تونسي من إخراج رضا الباهي عام 1994.
أثار الفيلم ضجة، لأن رضا الباهي قام بتصويره في الأراضي الفلسطينية المحتلة، الأمر الذي اعتُبِر تطبيعا مرفوضا.

## القصة
تدور أحداث الفيلم حول صحفي فرنسي يبحث عن أمّ فلسطينية ضائعة عن أهلها، يرافقه مرشد فلسطيني يجول معه في القدس والضفة الغربية، وصولاً إلى قطاع غزة.

## الممثلون
- يوسف العياني: أنيس
- سليم ضو: حمودي
- بن غازار: موشيه
- عامر خليل: رياض
- لورانس مسليا: إستير
- جاك بيرين: ريتشارد
- فرانسواز ريجال: إليزابيث
- ريم تركي: زينب

## روابط خارجية
- السنونو لا تموت في القدس على موقع IMDb (الإنجليزية)
- السنونو لا تموت في القدس على موقع قاعدة بيانات الأفلام العربية
- السنونو لا تموت في القدس على موقع ألو سيني (الفرنسية)
- السنونو لا تموت في القدس على موقع أول موفي (الإنجليزية)
- السنونو لا تموت في القدس على موقع قاعدة بيانات الفيلم (الإنجليزية)
- السنونو لا تموت في القدس على موقع ليتربوكسد (الإنجليزية)
- السنونو لا تموت في القدس على موقع كينوبويسك (الروسية)